# Тарнані Іван Костянтинович
Іва́н Костянти́нович Тарна́ні  (нар. 1860 або 1865, Таганрог — † 1931) — зоолог родом з Таганрога.
У 1890 році закінчив курс у Санкт-Петербурзькому університеті і до 1893 року працював хранителем зоологічного кабінету. У 1894 році призначений асистентом зоології в Новоолександрійський інститут сільського господарства і лісівництва та викладачем сільськогосподарської ентомології. За дорученням міністерства землеробства і держмайна, займався вивченням бурякової нематоди (Heterodera Schachtii), нематоди фруктових дерев (Heterodera radicicola) і паразитів хрущів.
З кількох різних джерел відомо, що він працював на Соловках. Зокрема: «И. К. Тарнани (1891) (цит. по Мухомедиярову, 1966), характеризуя рыболовство Соловецкого монастыря, писал: „колюшка попадает в очень большом количестве, в один раз пудов десять“».
Довголітній професор Харківського сільськогосподарського інституту.
Серед інших праця про ссавців Харківщини.[джерело?]
1923 року в Харківському університеті в межах науково-дослідної кафедри зоології було організовано нову секцію — секцію прикладної зоології, керівником якої став Іван Тарнані.

## Публікації дослідника
- «Ueber d. Thelyphoniden aus d. Sammlungen einiger russischen Museen» («Тр. Рус. энт. общ.», I, 1890; II, 1895);
- «Die Genitalorgane d. Thelyphoniden» ("Biolog. Centralblatt,1889);
- «Ueber Vorkommen v. Het. Schachtii u. H. radicicola in Russland» («Centralbl. Bakter. u. Parasitenkunde», II отд., 1898);
- «О паразитах хрущей» («Тр. Рус. энт. общ.», 1900); «Lethrus apterus» («III. Zeitsch. f. Entomol.», 1900)[2]
- Тарнани И. К. Наши ядовитые животные. СПб., 1907.djvu
- Тарнани И. Новые наблюдения над оводам // Русское энтомологическое обозрение. Т. III, № 2. Спб. — Ярославль. Типо-литогр. `Герольд` 1903 г. 155 с.
- Тарнани И. К. Бобры в Тамбовской губернии // Бюлл. Харьковского общ-ва любителей природы. — 1915. — № 2. — С. 53-56.
- Тарнани И. К. К биологии оленьего овода (Oestridae, Hypodermatidae) // Тр. Харьк. о-ва. испытателей природы при Укрглавнауке. 1927. — Т. 50. — С. 78-81.
- Тарнані І. Успіхи зоології на Україні за десять (1917—1928) років // Вісн. Природознавства. — 1928. — № 5/6. — С. 285—290.